# Anita Nall
Nadia Anita Nall (Harrisburg, 21 de julho de 1976) é uma nadadora dos Estados Unidos, campeã olímpica dos 4x100 metros medley nos em Barcelona 1992.
Com 16 anos, nos Jogos Olímpicos de Barcelona em 1992, Nall ganhou uma medalha de ouro nos 4x100 metros medley, uma medalha de prata nos 100 metros peito feminino, e uma de bronze nos 200 metros peito. Naquele ano, ela já havia batido o recorde mundial dos 200 metros peito, com 15 anos de idade. Anita Nall foi recordista mundial da prova entre 1992 e 1994.
No ano seguinte, Nall caiu de nível, fato atribuído à síndrome da fadiga crônica e alterações da pressão arterial. Ela se aposentou da natação em 2000, após não conseguir se classificar para as Olimpíadas de Sydney.